# Giuseppe Palamà
Giuseppe Palamà (Sogliano Cavour, 22 maggio 1888 – 14 ottobre 1959) è stato un matematico italiano.

## Biografia
Si laureò in ingegneria a Milano nel 1924. Insegnò matematica presso il liceo Palmieri di Lecce dal 1927 alla morte. Viene ricordato come una persona riservata e di profonda umanità.
S'interessò principalmente dei polinomi di Laguerre e di Hermite e di certe speciali formazioni algebriche (multi-grade).
Nel 1954 ottenne il premio dell'Accademia dei Lincei; conseguì anche un premio Mathesis.
Pubblicò più di cento articoli di matematica su riviste nazionali ed internazionali.